# Henryk Baranowski (bibliograf)
Henryk Baranowski (ur. 7 października 1920 w Wilnie, zm. 3 marca 2011) – polski bibliograf i bibliotekarz.

## Życiorys
Maturę uzyskał w 1938 roku, kończąc prywatne Gimnazjum oo. Jezuitów w Wilnie. Tego samego roku podjął studia na Wydziale Praw Uniwersytetu Stefana Batorego. Przerwał je w grudniu 1939 roku, na skutek zamknięcia uniwersytetu przez władze litewskie. W czasie wojny był robotnikiem przymusowym w III Rzeszy, gdzie pracował w organizacji Todta. Po zakończeniu wojny wrócił do kraju, lecz nie do Wilna tylko do Torunia, gdzie do nowo powstałego uniwersytetu przybyło wielu profesorów i pracowników związanych z Uniwersytetem Wileńskim. 

### Praca
Pracę w bibliotece zaczął jako wolontariusz w 1945, ale rok później miał już etat. Zapisał się również na Wydział Prawa Uniwersytetu Toruńskiego, aby kontynuować przerwane studia. Zakończył je w 1948 r., uzyskując magisterium. W latach 1951–1952 odbywał dodatkowo studia wyższe na Wydziale Humanistycznym UMK, na specjalizacji bibliotekarskiej i w efekcie otrzymał dyplom I stopnia. 
W pierwszych latach powojennych brał czynny udział w akcji ratowania, zabezpieczania, zwożenia i opracowywania księgozbiorów przeznaczonych dla Biblioteki Uniwersyteckiej z tzw. zbiorów zabezpieczonych. Był w tym czasie jednocześnie przez kilka lat kierownikiem Oddziału Magazynu Zbiorów, a w 1956 r. został kierownikiem Oddziału Gromadzenia i Uzupełniania Zbiorów i funkcję tę pełnił 29 lat.
W 1951 r. został asystentem bibliotecznym, w 1954 r. starszym asystentem bibliotecznym, w 1960 r.- kustoszem. W 1963 r., po państwowym egzaminie bibliotekarskim, został powołany na stanowisko kustosza dyplomowanego. 
W 1971 roku objął stanowisko starszego kustosza dyplomowanego. W 1974 uzyskał stopień doktora nauk humanistycznych. Tematem jego rozprawy doktorskiej była Bibliografia miasta Torunia na tle bibliografii historycznych Pomorza Wschodniego, bibliografii miast Pomorza oraz pozostałych regionów Polski, a promotorem Marian Biskup. W 1984 roku awansował na zastępcę dyrektora Biblioteki UMK, a w 1985 roku na etat i awans na stanowisko docenta w zakładzie Bibliotekoznawstwa i Informacji Naukowej UMK. Zajęcia ze studentami bibliotekarstwa i bibliografii prowadził już od wielu lat w systemie zleconym. Spowodowało to, że w bibliotece mógł być jedynie zatrudniony na pół etatu. Odszedł na emeryturę w 1986 r. po poważnym załamaniu stanu zdrowia. Przez kilka lat był w składzie Państwowej Komisji dla Bibliotekarzy Dyplomowanych. Dr Henryk Baranowski uczestniczył również w działalności towarzystw naukowych i zawodowych m.in. w Towarzystwie Naukowym w Toruniu i Towarzystwie Bibliofilów im. Lelewela w Toruniu, w którym to od lat 70. zasiadał w zarządzie. Był przewodniczącym Komisji Bibliografii i Bibliotekoznawstwa.

### Praca naukowa
Od roku 1958 zajmował się Bibliografią historii Pomorza Wschodniego i Zachodniego wydawaną jako dodatek do „Zapisek Historycznych”. Następnym kierunkiem jego prac była bibliografia Wermkego. Miało to też swoje o odrośla w postaci Bibliografii Prasy Pomorskiej. Opisano prasę dawnego, dużego województwa bydgoskiego. Zajmował się również bibliografią miasta Torunia, która jest do dziś uzupełniana, opracowywał też prace dotyczące Wilna i Wileńszczyzny. 
Zajmował się nie tylko twórczością bibliograficzną, ale i publikacjami naukowymi konstrukcyjnymi oraz publicystyką dotyczącą różnych spraw żywotnych dla Torunia.

## Wybrane publikacje
- W sprawie bibliografii kopernikowskiej. Sprawozdania Polskiego Towarzystwa Astronomicznego. 1952 z.4 s.112
- Kopernik ekonomista: bibliografia. Ekonomista 1953 z.4 s.252-255
- Książka w dziejach Pomorza. Przegląd Zachodni 1954 z.9/10 s.243-251 (wspólnie z Wiesławem Mincerem)
- Bibliografia kopernikowska. Sprawozdania Towarzystwa Naukowego w Toruniu 1953 [dr. 1956] nr 7 s. 75-76
- Bibliografia kopernikowska [T.] 1. 1509-1955 -Warszawa: PWN, 1958
- Bibliografia kopernikowska [T.] 2. 1956-1971 - Warszawa: PWN, 1973
- Bibliografia historii Pomorza Wschodniego i Zachodniego za rok 1958. Zapiski Historyczne 1958-1959 T.24 z. 4 s.199-321 [wspólnie z Władysławem Chojnackim] (także za lata 1960- 1969 wraz z uzupełnieniami od roku 1958, w 1970 bibliografia zmieniła tytuł na: Bibliografia Historii Pomorza Wschodniego i Zachodniego oraz krajów regionu Bałtyku za rok 1968 wraz z uzupełnieniami od 1958- i kontynuował pracę nad nią do 1995r, kiedy to została wydana za rok 1993 wraz z uzupełnieniami z lat poprzednich)
- Bibliografia czasopism pomorskich: województwo bydgoskie Toruń: Towarzystwo Naukowe w Toruniu, 1960
- Nauka w Toruniu: bibliografia za lata 1945-1962. Zeszyty Naukowe UMK, Nauki Hum.-Społ. 1964
- Bibliografia życia kulturalnego Torunia za lata 1945-1961, Roczniki Toruńskie 1966 T.1
- Bibliografia miasta Torunia. Warszawa: PWN, 1972- XV
- Uniwersytet Mikołaja Kopernika w Toruniu (1967- 1975): materiały bibliograficzne. Toruń: UMK, 1977.
- Historia Słupska (1981, współautor pracy zbiorowej, ISBN 83-210-0152-1)
- Uniwersytet Wileński 1579-1939: bibliografia za lata 1945-1982' Wrocław: Ossolineum, 1983 ISBN 83-04-01581-1
- Bibliografia bitwy pod Grunwaldem i jej tradycji. Toruń: IH PAN, 1990, ISBN 83-85196-56-0
- Ostra Brama: Bibliografia, Toruń: Bibl. UMK, 1991.
- Bibliografia Wilna. T. 1, Uniwersytet Wileński: 1579-1939, 1996, ISBN 83-231-0701-7
- Bibliografia Wilna. T. 2, Miasto, 2000, ISBN 83-231-1226-6
- Bibliografia kopernikowska. 3, 1972-2001, 2003, ISBN 83-231-1624-5
- Bibliografia Wilna. T. 3, Za lata 1999-2005 oraz uzupełnienia 2007, ISBN 978-83-231-2115-2

## Odznaczenia i nagrody
- Złota odznaka UMK
- Medal za zasługi dla rozwoju uczelni
- Krzyż Kawalerski Orderu Odrodzenia Polski
- Medal Komisji Edukacji Narodowej